# Tjänstebalans
Tjänstebalans är ett mått som används inom nationalräkenskaper och makroekonomi. Det innebär skillnaden mellan export och import av tjänster. Den innehåller även posten resevaluta, eller resor, tidigare kallat turistnettot. Exporten av resor består av utländska resenärers konsumtion vid resande i Sverige medan importen motsvarar svenskarnas utgifter vid resande utomlands.